# بيتر غلوفر
بيتر غلوفر (بالإنجليزية: Peter Glover)‏ (1 يناير 1936 - ) هو لاعب كرة قدم بريطاني في مركز نصف الجناح. لعب مع برادفورد سيتي.